# Longischistura bhimachari
Longischistura bhimachari är en fiskart som först beskrevs av Hora, 1937.  Longischistura bhimachari ingår i släktet Longischistura och familjen grönlingsfiskar. Inga underarter finns listade i Catalogue of Life.